# Svenska Fotobokspriset

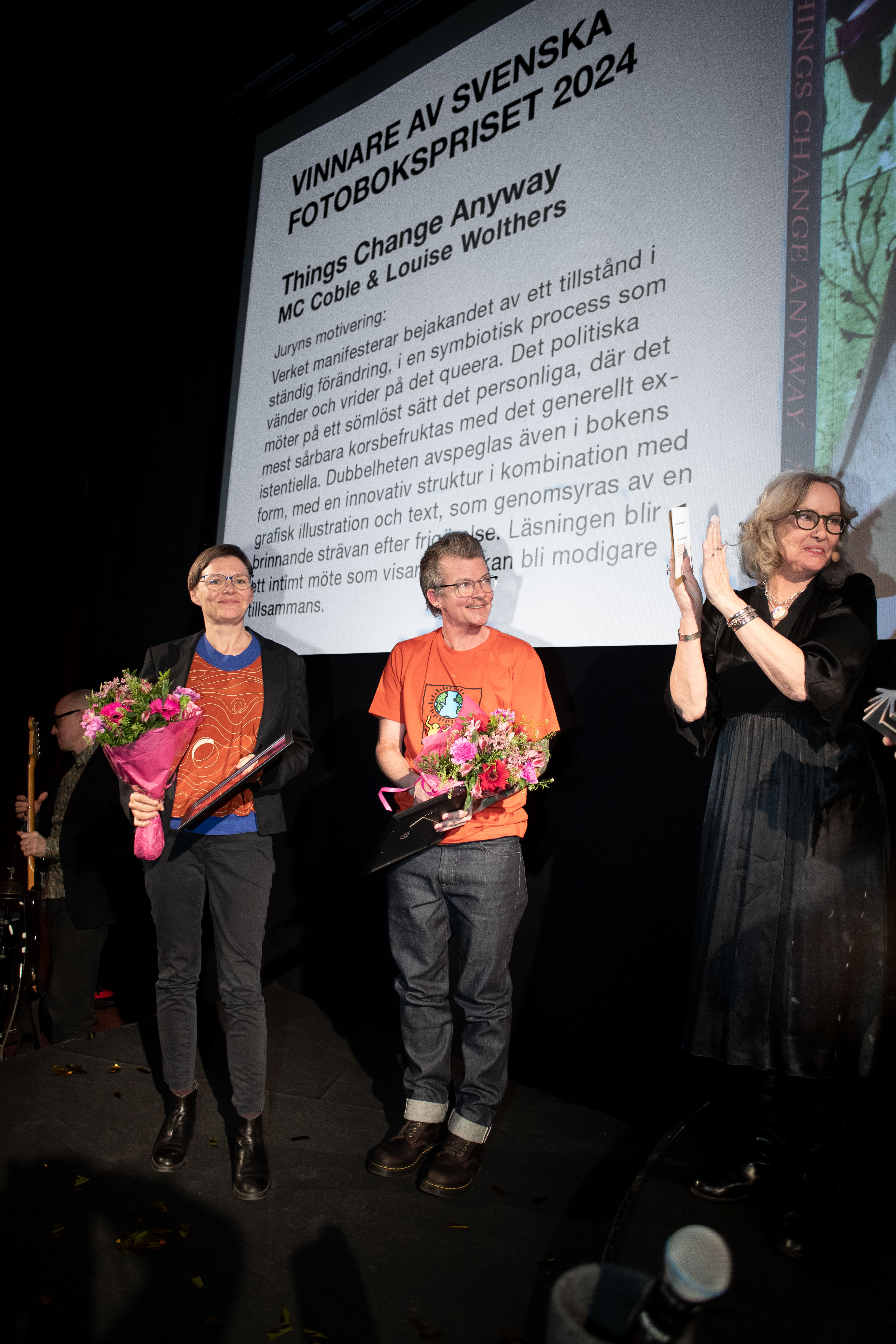
M C Coble och Louise Wolthers, vinnare av Svenska Fotobokspriset 2024, med konferencier Ewa Stackelberg, Bio Rio, Stockholm, 20 mars 2024

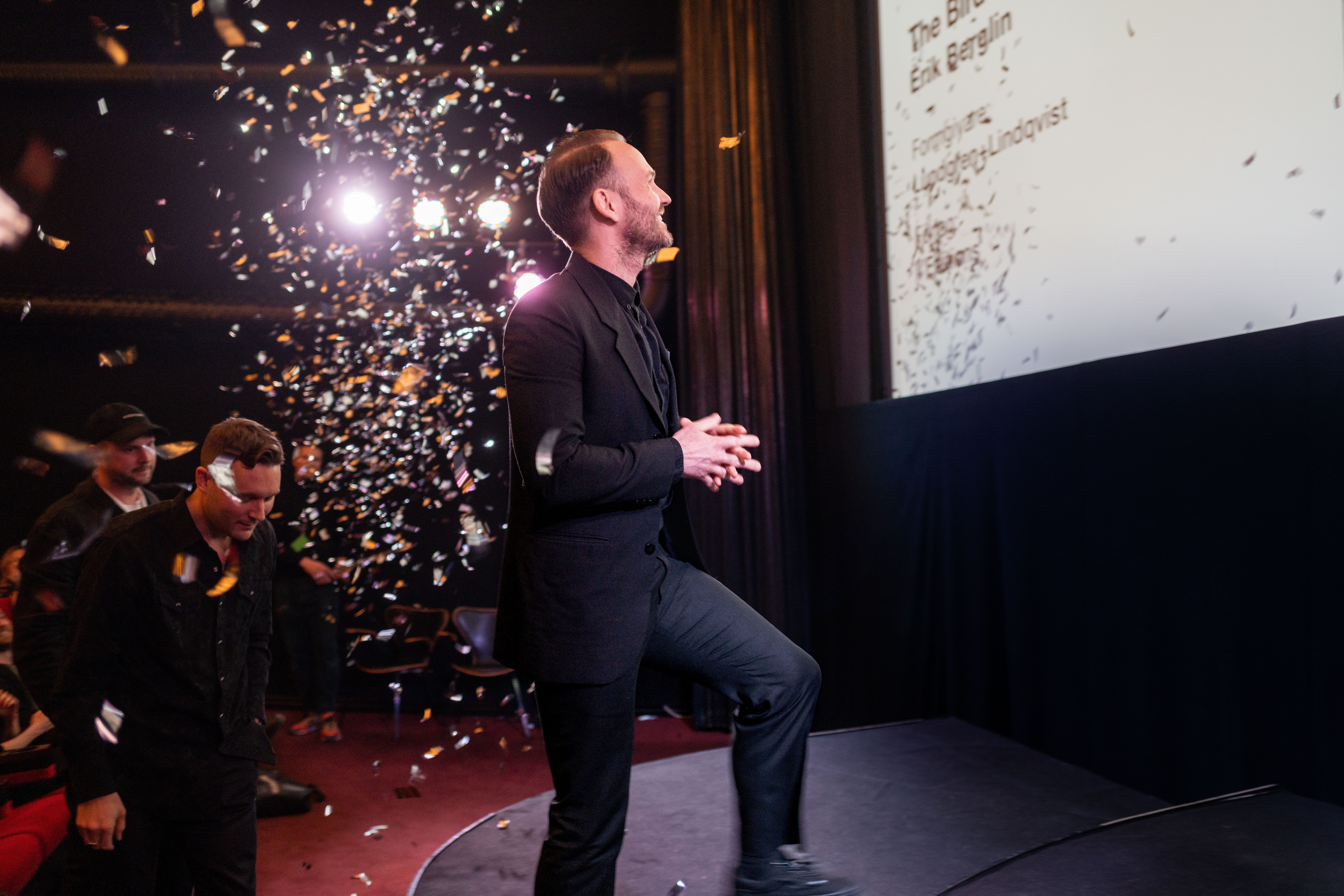
Erik Berglin, vinnare av Svenska Fotobokspriset, på Indio Studios 16 mars 2022

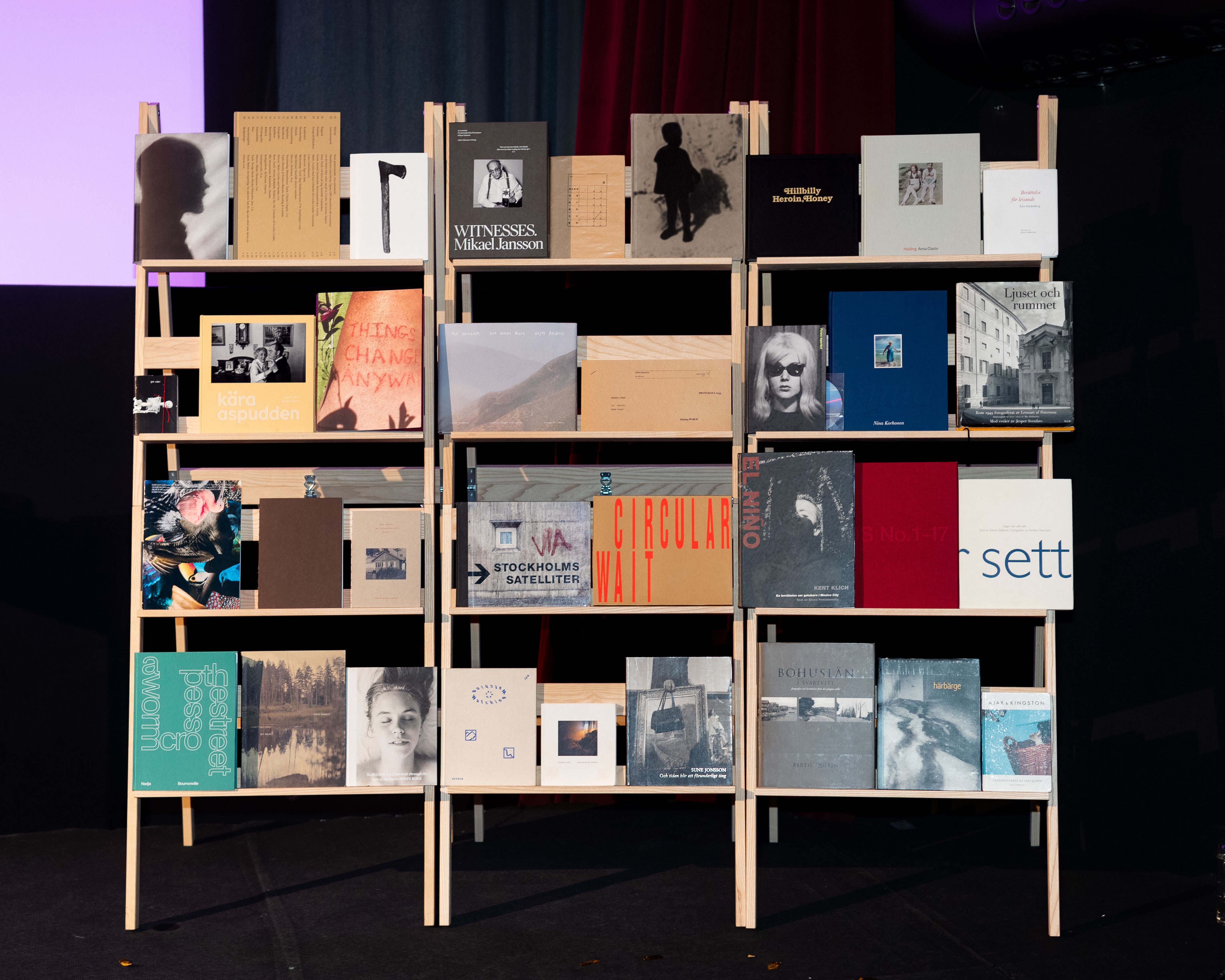
Svenska Fotoboksprisgalan 2024; nominerade böcker Svenska Fotobokspriset 2024, vinnaren av Lilla Fotobokspriset samt vinnande böcker 1996-2022 på Bio Rio, Stockholm 20 mars 2024

Svenska Fotobokspriset (tidigare Bästa Fotobok) är ett pris som instiftades 1996 och delas ut av Fotoförfattarna inom Svenska Fotografers Förbund. Vinnande fotograf tilldelas 40 000 svenska kronor. De nominerade får 10 000 kronor vardera. Ny jury utses varje år.
2021 fyllde priset 25 år och delades ut till tre fotografer som fick 40 000 kronor vardera, inga böcker nominerades 2021.
År 2023 tilldelades först  Cato Lein priset för sin bok Northern Silence. Efter att det framkommit att flera bilder i boken inte var Leins valde SFF att dra tillbaka priset.

## Pristagare
- 1996 – Anders Petersen för Ingen har sett allt; förlag: Legus; text av Göran Odbratt; form: Greger Ulf Nilson och Fredrik Preisler
- 1997 – Lars Sundh för Ajax & Kingston; förlag: Koala Press; form: Lars Sundh
- 1998 – Jan Henrik Engström för Härbärge; Bokförlaget DN; text av Robert Frank, översatt av Einar Heckscher; form: Lars Pedersen
- 1999 – Kent Klich för El Niño. En berättelse om gatubarn i Mexico; förlag: Journal; text av Elena Poniatowska, översatt av Eva Sjöblom; form: Tina Enghoff
- 2000 – Per Skoglund för Stockholms Satelliter; Byggförlaget; text av Jerker Söderlind i samarbete med Per Skoglund; form: Nina Ulmaja
- 2001 – Ewa Stackelberg för Berättelse för levande; förlag: Journal; text av John Berger, översatt av  Einar Heckscher; form: Christer Jonson
- 2002 – Bertil Quirin för Bohuslän i svartvitt. Fotografier och berättelser från det gångna seklet; Quirin Förlag; text och form: Bertil Quirin
- 2003 – Anders Krisár för Chords No. 1-17; förlag: Journal; form: Greger Ulf Nilson
- 2004 – Nina Korhonen för Anna, Amerikan mummu; förlag: Journal; text: Nina Korhonen; översättning till engelska: Aisling O'Neill, översättning till franska: Gunilla de Ribaucourt; form: Nina Korhonen, Patric Leo
- 2005 – Lennart af Petersens och Åke Hedström för Ljuset och rummet; förlag Wahlström och Widstrand; text av Jesper Svenbro form: Christer Strandberg
- 2006 – Anna Clarén för Holding; förlag: Journal; form: Anna Clarén, Ola Carlson
- 2007 – Sune Jonsson för Och tiden blir ett förunderligt ting; förlag: Acta Botniensia Occidentalis; text av Gunnar Balgård; bildkommentarer av Per-Uno Ågren; form: Göran Carlsson
- 2008 – Trinidad Carillo för Naini and the Sea of Wolves; förlag: Farewell Books; text av Sara Hallström
- 2009 – Kent Klich för Picture Imperfect; förlag: Journal; texter av Fred Ritchin, Kim Fupz Aakeson; översättning till engelska: Einar Heckscher, Sören Holm; översättning till svenska:  Ulrika Jakobsson, Gösta Flemming, Einar Heckscher; form: : Tina Enghoff; filmen Beth´s Diary av Beth R, Mikkala Krogh och Kent Klich följer med boken
- 2010 – Hannah Modigh för Hillbilly Heroin, Honey; förlag: Journal; texter till Coal tattoo: Billy Edd Wheeler, Words West LLC, Sony/ATV Music; form: Johan Lindberg/John the Fisherman, Hannah Modigh
- 2011 – Maria Miesenberger för Sverige/Schweden; förlag: Steidl; text av Elfriede Jelinek, Jan-Erik Lundström; form: Greger Ulf Nilson, Björn Kusoffsky
- 2012 – Inka Lindergård och Niclas Holmström för Watching Humans Watching; förlag: Kehrer;  texter av Alexxa Gotthardt, Jonas Larsen, Dr. Matthias Harder, Camilla Årlin, översättning av Helen Carter; form: H-T Nilsson & Rasmus Svensson
- 2013 – Björn Larsson för Brandplats 3; förlag: Dokument Press; översättning av nyhets- och myndighetstexter: Marianne Clark; form: Sebastian Wadsted
- 2014 – Anna Strand för Nagoya Notebook; förlag: Sailor Press; text: Anna Strand; översättning till japanska: Miho Hellén-Halme; form: Matilda Plöjel
- 2016 – Martina Hoogland Ivanow för Satellite + Circular Wait + Second Nature; förlag: Livraison Books och Art and Theory; form: Sandberg & Timonen
- 2017 – Kalle Assbring för Fadern, Sonen och Göran; förlag: Dokument Press; text av Kalle Assbring, översättning av Jan Salomonsson handskrift av Medhanie Gebregziabher; form: Sebastian Wadsted
- 2018 – Jenny Rova för Älskling – A self-portrait through the eyes of my lovers; förlag: b.frank books; form: Alexandra Bruns
- 2019 – Mikael Jansson för Witnesses. Överlevande från Förintelsen; förlag: Bonniers; form: Greger Ulf Nilson
- 2020 – Maja Daniels för Elf Dalia; förlag: Mack Books; text av Andrea Lundgren; översättning till älvdalska av Inga-Britt Petersson; form: Maja Daniels, Leo Favier
- 2021 – priset delades ut till tre fotografer: 
  - Xenia Nikolskaya för The House My Grandfather Built; förlag: Nikolskaya-Lund; form: Amparo Baquerizas; text: Xenia Nikolskaya
  - Martin Bogren för Hollow; förlag: Adamanthea Publishing; form: Laure Gilquin; text: Caroline Bénichou
  - Nadja Bournonville för A worm crossed the street; förlag: Fotohof edition; form: Joachim Bartsch; text: dikten Alfabet av Inger Christensen
- 2022 – Erik Berglin för The Bird Project 2006-2017; förlag: LL’Editions; form: Lundgren+Lindqvist[4]
- 2023 – Ingen pristagare
- 2024 –  M C Coble och Louise Wolthers för Things change anyway; förlag: Breadfield Press, forlaget *[asterisk]; form:  MC Coble, Louise Wolthers med hjälp av Tina Enghoff; med teckningar av M C Coble och text av Louise Wolthers
- 2025 – Ela Polkowska för Splinter; förlag: Blackbook Publications; form: Ania Nałęcka-Milach[5]

### Artist book priset
Instiftades 2024, då under namnet Lilla Fotobokspriset, för böcker tyckta i minst 50 exemplar och max 299 exemplar.
- 2024 – Olle Essvik för Vindstädningen, rojal förlag

## Fotnoter
1. ↑  ”Om svenska fotobokspriset”. Svenska Fotografers Förbund. Arkiverad från originalet den 29 maj 2012. https://web.archive.org/web/20120529052511/http://www.sfoto.se/om-svenska-fotobokspriset-0. Läst 9 juni 2012.
2. ↑  ”Svenska Fotobokspriset”. SFF. https://www.sfoto.se/fotoforfattarna/svenska-fotobokspriset/. Läst 17 mars 2021.
3. ↑  ”Beslut om återtagande av Svenska Fotobokspriset 2023”. SFF. https://www.sfoto.se/forbundsnytt/beslut-om-atertagande-av-svenska-fotobokpriset-2023/. Läst 15 april 2024.
4. ↑  ”Erik Berglin vinner Svenska Fotobokspriset 2022”. https://www.sfoto.se/. 16 mars 2022. https://www.sfoto.se/fotobokspriset/erik-berglin-vinner-svenska-fotobokspriset-2022/. Läst 18 mars 2022.  ”Boken är ett egensinnigt självständigt verk, formgiven som en färgsprakande vackert slipad diamant och är i likhet med hela arbetet, tankeväckande, lekfullt och genreöverskridande. Samtidigt är boken också ett dokument som sammanfattar en djärv gatukonst och ger den kostymen den förtjänar.”
5. ↑  ”Ela Polkowskas bok Splinter vinner Svenska Fotobokspriset 2025”. https://www.sfoto.se/. 19 mars 2025. https://www.sfoto.se/forbundsnytt/ela-polkowskas-bok-splinter-vinner-svenska-fotobokspriset-2025/. Läst 27 maj 2025.